# 亚尔马里·基文海莫
亚尔马里·基文海莫（芬蘭語：Jalmari Kivenheimo，1889年9月25日—1994年10月29日），芬兰男子竞技体操运动员。他曾代表芬兰获得1912年夏季奥运会体操比赛男子团体自由式银牌。他于1994年去世，享年105岁，是最长寿的奥运奖牌得主之一。